# Пакстон (Небраска)
Пакстон (енгл. Paxton) град је у америчкој савезној држави Небраска.

## Демографија
По попису из 2010. године број становника је 523, што је 91 (-14,8%) становника мање него 2000. године.
| Група             | 2000.       | 2010.       |
| Белци             | 593 (96,6%) | 506 (96,7%) |
| Афроамериканци    | 3 (0,5%)    | 0 (0,0%)    |
| Азијати           | 1 (0,2%)    | 5 (1,0%)    |
| Хиспаноамериканци | 10 (1,6%)   | 10 (1,9%)   |
| Укупно            | 614         | 523         |